# Крпељина
43° 45′ 18″ N 15° 24′ 19″ E / 43.75500° С; 15.40528° И
Крпељина је ненасељено острвце у хрватском дијелу Јадранског мора. Налази се у Корнатском архипелагу између острва Корнат и Лавсе. Дио је Националног парка Корнати. Њена површина износи 0,015 km², док дужина обалске линије износи 0,57 km. Највиша тачка острвцета је висока 12 m. Грађена је од кречњака кредне старости. Административно припада општини Муртер-Корнати у Шибенско-книнској жупанији.